# دی‌استئارویل‌فسفاتیدیل‌کولین
دی‌استئارویل‌فسفاتیدیل‌کولین (DSPC) یک فسفاتیدیل‌کولین است که نوعی فسفولیپید محسوب می شود. می توان از آن برای تهیه لیپوزوم‌ها استفاده کرد.